# Pavel Bareš (spisovatel)
Pavel Bareš (* 1994) je český spisovatel, píšící hlavně v žánru sci-fi a urban fantasy, fanoušek komiksů a součást skupiny stojící za podcastem Legendy ze stolu. K jeho nejznámějším dílům patří trilogie Projekt Kronos a samostatný román Meta.

## Život
Již od dětství trávil velkou část svého volného času vymýšlením různých příběhů. Časem propadl hraní vyprávěcích RPG her, kterých se držel i během studia na gymnáziu. V osmnácti letech vytvářel vlastní herní svět a pravidla své vlastní hry, časem si však uvědomil, že by chtěl s postavami prožít celý příběh, začala tedy vznikat kniha Projekt Kronos. Během studia oboru sociologie a sociální politika na Fakultě sociálních věd Univerzity Karlovy začal obohacovat původní verzi knihy o poznatky získané při studiu. Po prvotním neúspěchu u nakladatelů knihu zveřejnil na webových stránkách, nakonec dostal nabídku od nakladatelství Host a jeho debutová kniha Projekt Kronos vyšla v roce 2017. V roce 2024 se dostal do finále soutěže Magnesia Litera v kategorii Litera za fantastiku s knihou Lenochod Jimmy & jeho backup band.
V roce 2012 se stal členem skupiny The Jay (dříve J!Scream), ve které setrval jako zpěvák až do konce roku 2019. Od roku 2023 se podílí na podcastu Legendy ze stolu, zaměřeném na hraní RPG her na kameru.

## Dílo
- Projekt Kronos (2017) – první díl sci-fi trilogie odehrávající se v dystopickém městě Attiona, ukazuje rozpor mezi různými sociálními vrstvami, ale i to, jak těžké je být hrdinou [1][5]
- Kronovy děti (2019) – pokračování Projektu Kronos
- Meta (2020) – se může zprvu jevit jako sci-fi pro teenagery, díky tématu superschopností, využití současného hovorového jazyka a odlehčeným částem nejen o gumových kachničkách. Ve skutečnosti se však zaměřuje na témata o mnoho palčivější, než se na první pohled může zdát.[6][7]
- Kronův odkaz (2021) – závěrečný díl Sci-fi trilogie Projekt Kronos
- Lenochod Jimmy & jeho backup band (2023) – samostatný román z prostředí amatérské hudební skupiny[8]

Všechny autorovy knihy byly vydány nakladatelstvím Host.